# غردنة بشتكوه (شميل)
غردنة بشتکوه (بالفارسية: گردنه پشتکوه) هي قرية تقع في إيران في قسم شمیل الريفي. يقدر عدد سكانها بـ 142 نسمة بحسب إحصاء 2016.